# Rupture métabolique
La Rupture Métabolique est une théorie marxiste des relations humaines et environnementales spécifique au mode de production capitaliste que le sociologue John Bellamy Foster attribue à Karl Marx. Foster, reconnu comme étant sociologue de l’environnement important, propose que Marx aurait théorisé l’existence d’une rupture dans les processus métaboliques entre l’humain et la Nature. Cette séparation serait issue de l’agriculture capitaliste et de la division entre la campagne et les villes. Le terme marxiste de métabolisme représente le processus de production capitaliste comme étant une relation entre l’humain et la nature. L’humain, par ses actions, aurait toujours joué le rôle de médiateur, régulateur et contrôlerait cette relation avec la nature au travers de toutes les époques. La rupture métabolique représenterait un bris irréparable entre les relations de production capitaliste et une séparation antagonique entre les villes et la campagne.
C’est à Foster que l’on doit l’appellation de ce concept et non pas à Marx,. Foster affirme que cette théorie découle du concept d’être-espèce que Marx développe dans ses manuscrits de 1844. Selon Foster, le métabolisme de Marx est une analyse de l’aliénation de la nature et présente une façon plus solide de comprendre les relations complexes résultant du travail des humains avec la nature.
Foster considère que ces propos réfutent l’accusation que Marx était en faveur d’un productivisme sans se soucier de son impact sur la nature. Pour le sociologue, la théorie de la rupture métabolique est une preuve de l’existence d’une pensée écologique chez Marx, basée sur des phénomènes chimiques et physiques de l’agriculture. Cette théorie a permis à Marx de formuler une critique de la dégradation environnementale et de questionner la soutenabilité des pratiques agricoles capitalistes.

## Origines historiques du concept
Même si la théorie de la rupture métabolique date de l’époque de Marx, le phénomène qu’elle décrit débuterait plus tôt dans l’histoire. Il n’y a pas de consensus chez les experts du sujet quant à la date précise de son émergence. Foster affirme que cette rupture métabolique date du 19e siècle lors de la seconde révolution industrielle, une forte période d’industrialisation agricole. Jason W. Moore, un historien de l’environnement et de la géographie, propose une origine antérieure, vers le 16e siècle, puisque ce serait l’époque à laquelle les principes fondamentaux du capitalisme seraient mis en application.

### Division entre la ville et la campagne
Suivant la transition vers le capitalisme en Angleterre, une nouvelle forme de division du travail apparu entre la ville et la campagne. Les produits issus de la campagne se déplaçaient vers la ville, et ces déchets sont alors évacués par le système d’égout. Par conséquent, les nutriments nécessaires à la fertilité du sol, contenu dans les produits issus de l’agriculture, ne retournent jamais à leur point d’origine, ce qui créé un déficit en nutriment et contribue à appauvrir les sols. Afin de continuer d’exploiter les terres agricoles, il devint nécessaire d’aller chercher les nutriments et fertilisants ailleurs, ce qui a eu pour effet d’engendrer une expansion territoriale.
Même si une division entre la ville et la campagne est phénomène précédant l’époque capitaliste, Moore fait valoir que celle de l’époque de Marx revêt des caractéristiques particulières. La ville est particulièrement dominante sous ce régime économique, un fait observable par la forte urbanisation de cette époque. Selon Marx, L’agriculture est alors reléguée à une sphère industrielle comme les autres, soumise à la domination capitaliste. La dégradation des sols de cette époque serait donc un résultat principalement issu du mode de production capitaliste.

### La rupture métabolique au 20e siècle: intensification plutôt qu’expansion
Cette rupture métabolique est également observable au 20e siècle sous une forme différente. Les terres arables n’étant plus disponible par l’expansion territoriale, le système agricole tend à intensifier ses cultures. Le capitalisme favorisant l’efficience, l’agriculture se mécanise et les monocultures de grandes échelles deviennent favorisées, parce qu’elles sont plus profitables. La soutenabilité devient, selon Moore, reléguée à un second rang.

## Fondements Théoriques

### Critique du Malthusianisme
Foster affirme qu’au cœur du concept de métabolisme se trouve une critique adressée à la vision malthusienne de la surpopulation. Selon le sociologue, Marx affirmait que le malthusianisme était significatif pour comprendre la logique capitaliste pour deux raisons. La première est qu’elle serait l’expression de la brutalité du capital, puisque Malthus se base purement sur une relation arithmétique entre la population humaine et l’environnement. En affirmant que sa théorie est une loi naturelle objective, même s’il ne se base sur aucun fait matériel, Malthus ne pourrait donc qu’affirmer que la mort issue de la surpopulation est inévitable, justifiant l’inaction. La deuxième raison serait que Malthus simplifierait le phénomène de surpopulation en ignorant comment les différentes formes de sociétés peuvent contribuer à la surpopulation. Foster affirme que Marx considère que les propos de Malthus, qui refuserait de prendre en compte ces aspects, sont incapables de représenter ni les lois historiques, ni les lois naturelles.

### Fondement matériel de la rupture métabolique
Selon Foster, Marx aurait été convaincu de l’impossible soutenabilité de l’agriculture capitaliste pour deux raisons majeures. La première provient de la crise issue de la perte de fertilité naturelle des sols en Amérique et en Europe à l’époque de la seconde révolution agricole. Comme le procédé Haber-Bosch n’existait pas à l’époque de Marx, les deux continents dépendaient d’un accès facile et économique au guano. L’Angleterre ayant un monopole sur le guano péruvien à l’époque, les États-Unis se seraient lancés à la conquête de n’importe quelle ile perçue comme riche en guano, incapable de restaurer la fertilité localement. La deuxième raison provient des travaux de Justus von Liebig. Selon Foster, Liebig aurait insisté sur l’importance du recyclage de la matière organique en ville. Provenant de la campagne, cette matière ne retournerait pas vers les champs, mais serait évacuée par les égouts. Des nutriments essentiels à la fertilité des sols seraient alors continuellement dérobés de la campagne sans jamais être remplacés. Marx aurait affirmé que les travaux de Liebig sont plus importants pour comprendre la rente des terres agricoles que tous les travaux des économistes de son époque combinés.

### Dialectique entre la société et la Nature
Foster affirme que Marx aurait discuté des enjeux de l’exploitation des sols à deux reprises, la première dans le premier tome du Capital et la deuxième dans le tome III. Le sociologue affirme qu’il y a un concept théorique central dans ces deux passages : celui d’une « rupture » dans « l’interaction métabolique entre l’humain et la Terre » issu du « vol » des nutriments constituant les sols. Ce phénomène serait une preuve de l’éloignement du métabolisme social de ceux prescrits par les lois naturelles.

## La rupture métabolique au 21e siècle

### Écologie marine
En 2005, une étude de Rebecca Clausen et Brett Clark utilise la rupture métabolique comme cadre d’analyse afin de comprendre l’impact de la société capitaliste sur les océans. Ils constatent la dégradation des écosystèmes marin et portent un regard sur les types de technologies envisagées pour tenter de résoudre le problème ainsi que leurs interactions avec l’environnement. La principale innovation technologique, l’aquaculture, s’avère un accroissement de la rupture métabolique au lieu d’une solution. Comme les poissons élevés dans ces fermes marines sont principalement carnivore, il devient nécessaire d’accroitre la pression sur les écosystèmes marins pour assurer leur alimentation. Cette pression accrue est, selon ces chercheurs, issue de l’impératif capitaliste de maximiser les profits, puisque faire de l’aquaculture ne peut que faire du sens sous ce système.

### Lutte aux changements climatiques
En date de 2020, Diana Stuart, Ryan Gunderson et Brian Petersen ont analysé certaines technologies d’émissions carbone négative en utilisant la rupture métabolique comme cadre théorique. En analysant la séparation entre le métabolisme social et le métabolisme écologique, ces chercheurs ont conclu que le système capitaliste est un facteur limitant l’adoption de ces technologies. Par exemple, deux technologies ayant un potentiel de réduire les émissions de gaz à effet de serre, le captage du dioxyde de carbone dans l’air et la bioénergie avec captage et stockage de dioxyde de carbone, ne sont pas déployées de manière suffisantes pour refermer la rupture métabolique. Ces chercheurs expliquent ce constat par le fait que déployer ces technologies est coûteux, ce qui limite l’accumulation de capital et le profit. Selon-eux, ces technologies jouent un rôle de préservation du présent métabolisme social, ce qui perpétue la rupture métabolique et limite la lutte aux changements climatiques.

## Débats

### Jason W. Moore: l’humain et la nature ou l’humain dans la nature?
Selon Moore, le concept de rupture métabolique répète les mêmes problèmes que le dualisme cartésien,. Il affirme qu’en considérant l’humain et la nature comme étant des entités séparées, une rupture épistémique entre les deux concepts se créée, puisqu’il n’y a pas de rupture nette entre la nature et la société. Le capitalisme serait, selon Moore, à la fois un produit et un producteur de natures, une écologie-monde. Pour lui, il est plus sensé de comprendre la rupture métabolique non pas comme une séparation entre l’humain et la nature, mais d’analyser ce métabolisme comme un tout. Il serait donc plus approprié d’appeler le phénomène une transformation métabolique de l’écologie-monde que de parler d’une séparation entre le métabolisme de la société et le métabolisme dit naturel.

### Saito: Nature et société sont des catégories identifiables et différentes
En réponse à Moore, Kohei Saito affirme que de refuser de séparer la société de la nature est contradictoire avec la pensée de Marx. Selon le philosophe, Marx procède à cette séparation dans sa formulation de sa théorie de la valeur-travail, tout en reconnaissant que l’humain n’est pas radicalement séparé de la nature. En affirmant que seulement le travail humain, plus précisément le travail abstrait, est créateur de valeur, il est clair, selon lui, que Marx n’envisageait pas de concevoir le métabolisme comme étant un tout, mais comme étant deux parties liées, mais ontologiquement différentes. Il propose qu’il n’est pas nécessaire de comprendre les deux concepts comme faisant partie d’un seul tout, et qu’il est plus sensé de séparer la sphère sociale de la sphère naturelle, tout en reconnaissant que la première fait partie de la nature. En guise d’exemple, il propose de concevoir la distinction entre l’humain et la nature comme étant similaire à la distinction entre l’esprit et le corps. L’esprit appartient au corps, tout en n’étant pas réductible à la matérialité du corps.

### Andreas Malm: Tous les dualismes ne s’équivalent pas
Pour Andreas Malm, le dualisme reproché par Moore n’est pas un dualisme cartésien, parce que le matérialisme historique de Marx est un dualisme de propriété et non de substance comme celui de René Descartes. L’humain, en ayant constaté l’existence d’une crise écologique, démontre qu’il n’appartient pas à une substance différente de la nature, mais qu’il en fait partie. Tout comme Saito, il insiste sur l’idée que l’esprit humain est une excroissance unique de la matière aux propriétés uniques. Ainsi, il serait possible de concevoir à la fois l’humain et la nature comme appartenant à une substance unique, tout en reconnaissant, selon-lui, l’unicité des sociétés humaines.